# L'Heure des gentlemen
L'Heure des gentlemen (titre original : The Gentlemen's Hour) est un roman policier de Don Winslow publié en 2009 aux États-Unis puis traduit en français et publié en 2012.

## Résumé
Une légende du surf décède à la suite d'une bagarre ayant mal tourné ; Corey Blasingame, un jeune et fortuné surfeur, est accusé de ce meurtre. L'avocate Petra Hall demande alors à Boone Daniels, détective privé amateur de surf, d’enquêter pour essayer de diminuer les charges pesant contre Corey. Boone accepte, même s'il se doute que cette enquête va vite le mettre en porte-à-faux vis-à-vis de ces amis surfeurs.

## Éditions
- The Gentlemen's Hour, William Heinemann, 16 juillet 2009, 336 p.  (ISBN 978-0434019250)
- L'Heure des gentlemen, Le Masque, 2 mai 2012, trad. Frank Reichert, 450 p.  (ISBN 978-2702435069)
- L'Heure des gentlemen, Le Livre de poche, coll. « Policier » no 33101, 4 septembre 2013, trad. Frank Reichert, 480 p.  (ISBN 978-2253164906)